# William Woodman Graham
William Woodman Graham (h. 1859 – fl. 1932) fue un montañero británico que lideró las primeras expediciones puramente montañeras al Himalaya y puede que estableciera un récord mundial de altitud en Kabru.
Motivado por la aventura más que por un deseo de fama, Graham tenía poco interés en hacer públicas sus escaladas, y como resultado de ello se sabe poco de su vida y sus logros. Se sabe que subió ampliamente por los Alpes, alcanzando la mayor parte de las cumbres principales y haciendo la primera ascensión del Dent du Géant en 1882.
 Sin embargo, su solicitud de unirse al Alpine Club fue rechazada por razones que no quedan claras, pero el tamaño de la mayoría contra él sugiere que se había ganado enemigos influyentes.

## Expedición al Himalaya
En 1883, poco después de haber conseguido la cualificación de barrister, Graham visitó el Himalaya en compañía del guía de montaña Josef Imboden. Mientras la mayor parte de las montañas inferiores del Himalaya habían sido ascendidas por investigadores y exploradores, principalmente para hacer observaciones de los picos más distantes, Graham fue la primera persona que visitó la cordillera solo con propósito de practicar el montañismo. Pasó la primavera haciendo senderismo en la región del Kanchenjunga, pero se vio obligado a regresar a Darjeeling por el tiempo frío y el hecho de que un porteador accidentalmente le había quemado sus botas.
Una vez en Darjeeling, Imboden, quien había contraído fiebre, fue reemplazado por los guías suizos Ulrich Kaufmann y Emile Boss, quienes había hecho el primer ascenso del Monte Cook el año precedente. A finales de junio la partida salió para Garhwal donde exploraron la región alrededor del Nanda Devi. Incapaces de penetrar en el santuario de Nanda Devi volvieron su atención hacia el Dunagiri, donde Graham sostiene que había llegado a una altitud de 6.920 m antes de verse obligado a retirarse por el mal tiempos.
Graham y sus compañeros intentaron después un pico cercano, que creían que era el marcado en el mapa como A21, hoy conocido como Changabang. Hicieron un ascenso por la arista oeste, que Graham describió como "un bello ascenso, pero [uno que] no presentaba grandes dificultades." Los observadores modernos, sin embargo, están conformes en que sea cual fuere la montaña que Graham subió no fue el Changabang, que desde el oeste presenta una cara limpia que no fue subida hasta el año 1976, y ciertamente no la arista fácil que Graham describió. Es más probable que estuviera en la montaña equivocada; posiblemente una cima secundaria en la arista meridional de Dunagiri.
La confusión de Graham fue en parte debida la escasa calidad de los mapas de la zona, y a su regreso a la civilización fue crítico con el Gran Proyecto de Topografía Trigonométrica, sugiriendo que sus topógrafos debían formarse en montañismo con el Ejército Suizo, a quien consideraba que hacían la mejor cartografía del mundo. La crítica no fue bien recibida por el Gran Proyecto de Topografía Trigonométrica, y puede que creara más enemigos a Graham que lanzasen dudas sobre sus logros.

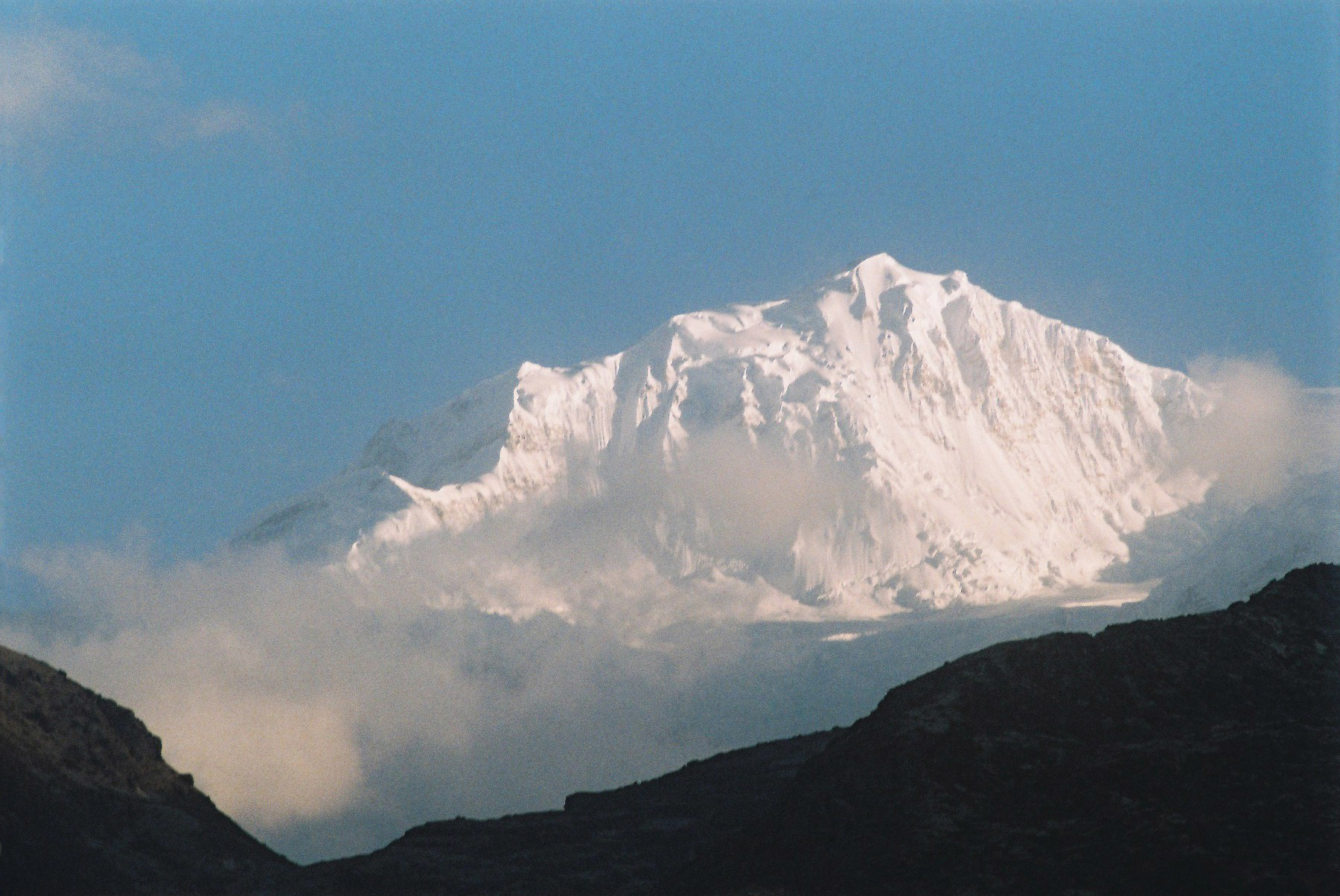
Kabru, que Graham pretendió haber subido.

Después del viaje a Garhwal, Graham y sus compañeros regresaron a la zona de Kanchenjunga para la cúspide de su campaña; un intento en el Kabru, que Graham pretendía haber subido por la cara este en tres días, alcanzando la cumbre el 8 de septiembre. Kabru, con 7.349 m s. n. m., era mucho más alta que ninguna otra montaña ascendida en la época, y su ascenso era y sigue siendo el aspecto más controvertido de la expedición de Graham. Se suscitaron dudas sobre si él realmente había subido esta montaña o si había confundido una montaña cercana, más baja, llamada Forked Peak (6.200 m) con el Kabru. Su ascenso fue puesto en duda por miembros del GTS, y por contemporáneos como Martin Conway y William Hunter Workman (ambos tenían récords rivales sobre altitud mundial). Sin embargo, fue apoyado por montañeros como Norman Collie, Thomas Longstaff y Douglas Freshfield — Freshfield había viajado extensamente en la misma zona él mismo. En su historia de ascensiones en el Himalaya Kenneth Mason argumentó que Graham no había subido al Kabru, apuntando a la vaguedad de su descripción de la montaña, inconsistencias entre su relato y las observaciones modernas de la montaña, el notable rápido ascenso que pretendía, y el hecho de que él parezca haber sufrido poco o ninguna enfermedad de altura en su ascenso. En una historia más reciente, Walt Unsworth arguyó que la vaguedad del relato de Graham era de esperar de un hombre que era más un montañero que un topógrafo, y que ahora el monte Everest ha sido ascendida en un solo día sin oxígeno, las pretensiones de Graham parecen menos extravagante que en el pasado, de manera que él quizá debía atribuírsele el ascenso después de todo. La controversia sigue sin resolverse.

## Vida posterior
Después de Kabru, Graham intentó otras montañas en la zona, pero el comienzo del invierno le impidió hacer progreso serio en ninguna de ellas. Desapareció en la historia del montañismo después de su año en el Himalaya, y después de hacer su informe inicial de su expedición himalaya nunca hizo ningún otro comentario o se emplicó en la controversia subsiguiente. Durante muchos años se rumoreó que había perdido todo su dinero y acabó sus días como vaquero en los Estados Unidos, pero de hecho sirvió como cónsul británico en Durango, México, de 1910 hasta 1932. Se desconoce el año de su muerte.